# Indofood
PT. Indofood Sukses Makmur Tbk. (kurz Indofood) ist ein indonesisches Lebensmittelunternehmen mit Hauptsitz in Jakarta. Es produziert Nudeln, Gewürze, Milchprodukte, Snacks, Diätnahrung sowie die komplette Produktionskette von Palmölprodukten, vom Anbau bis zur Vermarktung.

## Geschichte
Im Jahr 1968 wurde ein Nudeln produzierender Betrieb gegründet und stellte ab 1972 Instant-Nudeln her. Der Firmenname wechselte im Laufe der Zeit mehrfach. Die Firma produzierte vom 14. August 1990 bis 1993 unter dem Firmennamen Panganjaya Intikusuma, bevor das Unternehmen 1994 in Indofood umbenannt wurde. Das Unternehmen gehört zur Salim-Gruppe. Indofood hatte im Jahr 2004 rund 50.000 Mitarbeiter und wurde von Anthoni Salim geleitet, Mitglied der indonesischen Unternehmerfamilie Salim. 2016 hatte das Unternehmen einen Jahresumsatz von 66,75 Billionen Indonesische Rupiah IDR, entsprechend rund 4,1 Mrd. Euro.

## Palmöl
Die palmölproduzierende Einheit von Indofood wurde 2019 aus dem RSPO-Zertifizierungssystem (Roundtable of Sustainable Palm Oil) ausgeschlossen, nachdem 2018 ein Aktionsplan zur Behebung von Verstößen gegen den Verhaltenskodex nicht eingehalten wurde.

## Produkte

### Produkte im Besitz von Indofood
- Pop Mie
- Sarimi
- Supermi
- Cheetos (unter Lizenz von PepsiCo)
- Indomie
- Chiki
- Chitato
- Lay’s (unter Lizenz von PepsiCo)
- Jetz
- Qtela
- Doritos (unter Lizenz von PepsiCo)
- Trenz
- Dueto
- Bim-Bim
- Maggi goreng (Indonesien, unter Lizenz von Nestlé)

### Produkte von Indofood Asahi
- Pepsi (unter Lizenz von PepsiCo)
- Pepsi Blue (unter Lizenz von PepsiCo)
- 7 Up (unter Lizenz von PepsiCo)
- Mirinda (unter Lizenz von PepsiCo)
- Ichi Ocha
- Cafela Latte
- Indomilk
- Promina
- Club
- Tekita
- Fruitamin